# Programa Jovens Criadores
O Concurso Jovens Criadores é uma iniciativa organizada pelo Instituto Português da Juventude (IPJ) e pela Secretaria de Estado da Juventude e do Desporto (SEJD) desde 1997, em parceria com entidades culturais e sociais responsáveis pela organização da edição de cada ano.
A iniciativa tem por finalidade de promover o trabalho de jovens artistas tendo distinguido no passado nomes como Joana Vasconcelos, Gonçalo M.Tavares, Manuel Durão, João Tordo, António Tenente, Maria Gambina ou José Luis Peixoto.
Todos os anos é promovida a Mostra Nacional de Jovens Criadores, onde os trabalhos vencedores são divulgados num evento que envolve conferências, conversas, exposições e actuações de cada área artística. Os vencedores podem também estar representados noutras iniciativas como a"Bienal de Jovens Autores euro-mediterrânica" ou a Mostra de Jovens Criadores da CPLP.
Actualmente a iniciativa é organizada pela Revista Gerador.

## Temas do Programa Jovens Criadores
- Artes plásticas
  - escultura
  - pintura
  - ilustração
  - banda desenhada
- Dança
- Design de equipamento
- design gráfico
- Fotografia
- Joalharia
- Literatura
- Moda
- Música
- Vídeo
- Multimédia